# Layana
Layana ist ein Ort und eine Gemeinde in der Provinz Saragossa in der Autonomen Region Aragón in Spanien. 2024 hatte die Gemeinde 98 Einwohner.

## Lage
Layana liegt etwa 100 Kilometer nordnordwestlich von Saragossa im Pyrenäenvorland in einer Höhe von 485 m am Fluss Riguel.

## Bevölkerungsentwicklung
Demographische Daten für Layana von 1900 bis 2021:
| 1900 | 1910 | 1920 | 1930 | 1940 | 1950 | 1960 | 1970 | 1981 | 1991 | 2001 | 2011 | 2021 |
| ---- | ---- | ---- | ---- | ---- | ---- | ---- | ---- | ---- | ---- | ---- | ---- | ---- |
| 393  | 475  | 459  | 458  | 434  | 409  | 365  | 307  | 204  | 192  | 141  | 123  | 92   |

## Sehenswürdigkeiten
- Kirche
- mittelalterlicher Turm
- Dokumentationszentrum (De agri cultura) über das ländliche Leben in der Römerzeit